# Хвоенка (река)
Хвоенка — река в России, протекает по территории Бокситогорского района Ленинградской области. Устье реки находится у оз. Заголоденское (исток р. Заголодёнки). Длина реки составляет 23 км, площадь водосборного бассейна — 96,3 км². К северу от устья у реки у реки расположены деревни Косые Харчевни и Заголодно.

## Данные водного реестра
По данным государственного водного реестра России относится к Верхневолжскому бассейновому округу, водохозяйственный участок реки — Молога от истока и до устья, речной подбассейн реки — Реки бассейна Рыбинского водохранилища. Речной бассейн реки — (Верхняя) Волга до Куйбышевского водохранилища (без бассейна Оки).
Код объекта в государственном водном реестре — 08010200112110000006795.